# Ertan Hajdaraj
Ertan Hajdaraj (Dernbach, 6 januari 2003) is een Duitse voetballer van Albanese afkomst die doorgaans speelt als aanvaller, maar ook inzetbaar is als aanvallende middenvelder.

## Clubcarrière
Hajdaraj werd in Duitsland geboren en keerde op 8-jarige leeftijd met zijn gezin vanuit Kosovo terug naar zijn geboorteland waar hij in de jeugd speelde bij ESV Siershahn en SpVgg EGC Wirges alvorens hij in 2015 de overstap maakte naar Borussia Mönchengladbach. Daar groeide hij ook uit tot Albanees jeugdinternational. In de zomer van 2019 vertrok hij naar de jeugdopleiding van VVV-Venlo.
Op 17 september 2021 maakte Hajdaraj onder trainer Jos Luhukay zijn competitiedebuut in het eerste elftal in een met 2-1 verloren uitwedstrijd bij FC Volendam, als invaller in de 83e minuut voor doelpuntenmaker Tristan Dekker. In het daaropvolgende seizoen bleven zijn optredens bij VVV beperkt tot het beloftenelftal. In februari 2023 keerde Hajdaraj terug naar zijn geboorteland waar hij aansloot bij TSV Steinbach II dat uitkomt in de Hessenliga. Na een half jaar bij de reserves waarin hij 10 goals scoorde in 13 competitiewedstrijden, tekende de spits er ook zijn eerste profcontract en werd hij overgeheveld naar het eerste elftal.

## Clubstatistieken

### Beloften
| Seizoen                    | Club             | Competitie          | Competitie | Competitie | Play-offs | Play-offs | Totaal | Totaal |
| Seizoen                    | Club             | Competitie          | Wed.       | Dlp.       | Wed.      | Dlp.      | Wed.   | Dlp.   |
| -------------------------- | ---------------- | ------------------- | ---------- | ---------- | --------- | --------- | ------ | ------ |
| 2022/23                    | TSV Steinbach II | Hessenliga          | 13         | 10         | —         | —         | 13     | 10     |
| 2023/24                    | TSV Steinbach II | Verbandsliga Hessen | 9          | 9          | –         | –         | 9      | 9      |
| Totaal beloften            | Totaal beloften  | Totaal beloften     | 22         | 19         | 0         | 0         | 22     | 19     |
| Bijgewerkt op 28 juli 2024 |                  |                     |            |            |           |           |        |        |

### Senioren
| 2021/22                                | VVV-Venlo       | Eerste divisie       | 7  | 0  | 1 | 0 | — | — | 8  | 0  |
| 2022/23                                | VVV-Venlo       | Eerste divisie       | 0  | 0  | 0 | 0 | 0 | 0 | 0  | 0  |
| 2023/24                                | TSV Steinbach   | Regionalliga Südwest | 26 | 7  | — | — | 2 | 0 | 28 | 7  |
| 2024/25                                | TSV Steinbach   | Regionalliga Südwest | 6  | 1  | — | — | 1 | 0 | 7  | 1  |
| Totaal senioren                        | Totaal senioren | Totaal senioren      | 39 | 8  | 1 | 0 | 3 | 0 | 43 | 8  |
| Carrièretotaal                         | Carrièretotaal  | Carrièretotaal       | 61 | 27 | 1 | 0 | 3 | 0 | 65 | 27 |
| Bijgewerkt tot en met 25 december 2024 |                 |                      |    |    |   |   |   |   |    |    |